# Fifty Shades of Grey (ścieżka dźwiękowa)
Fifty Shades Of Grey (Original Motion Picture Soundtrack) - ścieżka dźwiękowa do filmu Pięćdziesiąt twarzy Greya (ang. Fifty Shades Of Grey). Wydawnictwo ukazało się 10 lutego 2015 roku nakładem wytwórni muzycznej Republic Records. Na płycie znalazły się nagrania m.in. takich wykonawców jak: Annie Lennox, Jessie Ware, The Rolling Stones oraz Skylar Grey. Premierę płyty poprzedziły single: wydany 23 grudnia 2014 roku "Earned It" - The Weeknd oraz "Love Me Like You Do" - Ellie Goulding, który ukazał się 7 stycznia 2015 roku.

## Lista utworów
Opracowano na podstawie materiału źródłowego.
1. Annie Lennox - "I Put a Spell on You" (Jay Hawkins) - 3:30
2. Laura Welsh - "Undiscovered" (Emile Haynie, Devonte Hynes, Laura Welsh, Amanda Ghost) - 2:53
3. The Weeknd - "Earned It" (Abel Tesfaye, Stephan Moccio, Jason “DaHeala” Quenneville, Ahmad Balshe) - 4:10
4. Jessie Ware - "Meet Me in the Middle" (David Okumu, Jessica Ware) - 5:08
5. Ellie Goulding - "Love Me Like You Do" (Max Martin, Savan Kotecha, Ilya Salmanzadeh, Ali Payami, Tove Nilsson) - 4:10
6. Beyoncé - "Haunted" (Michael Diamond Remix) (Boots, Beyoncé Knowles-Carter) - 5:08
7. Sia - "Salted Wound" (Brian West, Gerald Eaton, Sia Furler, Oliver Kraus) - 4:30
8. The Rolling Stones - "Beast of Burden" (Mick Jagger, Keith Richards) - 3:29
9. Awolnation - "I'm on Fire" (Bruce Springsteen) - 2:34
10. Beyoncé - "Crazy in Love" (2014 Remix) (Knowles-Carter, Rich Harrison, Shawn Carter, Eugene Record) - 3:46
11. Frank Sinatra - "Witchcraft" (Cy Coleman, Carolyn Leigh) - 2:51
12. Vaults - "One Last Night" (Barnabas Freeman, Benjamin Vella, Blythe Pepino) - 3:19
13. The Weeknd - "Where You Belong" (Tesfaye, Mike Dean, Balshe) - 4:57
14. Skylar Grey - "I Know You" (Moccio Holly Hafermann) - 4:58
15. Danny Elfman - "Ana and Christian" (Danny Elfman) - 3:24
16. Danny Elfman - "Did That Hurt?" (Danny Elfman) - 2:54

## Notowania
Album
| Rok  | Lista                | Kraj              | Pozycja | Status             |
| ---- | -------------------- | ----------------- | ------- | ------------------ |
| 2015 | ARIA Charts          | Australia         | 1       | złota płyta        |
| 2015 | Ö3 Austria Top 40    | Austria           | 3       | złota płyta        |
| 2015 | Tracklisten          | Dania             | 5       |                    |
| 2015 | Media Control Charts | Niemcy            | 5       | złota płyta        |
| 2015 | RIANZ                | Nowa Zelandia     | 3       |                    |
| 2015 | OLiS                 | Polska            | 3       | 3x platynowa płyta |
| 2015 | Billboard 200        | Stany Zjednoczone | 2       | złota płyta        |
| 2015 | Schweizer Hitparade  | Szwajcaria        | 2       |                    |

Single
| The Weeknd - "Earned It"               | 2014 | 3 | 6 | 7 | 17 | 7 | 13 | 21 | 4 | |
| Ellie Goulding - "Love Me Like You Do" | 2015 | 3 | 1 | 1 | 1  | 1 | 1  | 1  | 1 | - UK: 2x platynowa płyta - AUS: 3x platynowa płyta - BEL: platynowa płyta - GER: 3x złota płyta - SWI: platynowa płyta - CAN: 3x platynowa płyta - USA: 2x platynowa płyta - NZ: 2x platynowa płyta - FRA: złota płyta |
| "—" singel nie był notowany.           |      |   |   |   |    |   |    |    |   | |